# Cyrtodesmus mundus
Cyrtodesmus mundus är en mångfotingart som beskrevs av Loomis 1964. Cyrtodesmus mundus ingår i släktet Cyrtodesmus och familjen Cyrtodesmidae. Inga underarter finns listade i Catalogue of Life.